# Pieter Johannes den Hertog
Pieter Johannes den Hertog (Den Haag, 11 maart 1852 – aldaar, 15 september 1919) was een Nederlands tekenaar, beeldhouwer en docent.
Hij werd geboren in een gezin van een begrafenisondernemer. Drie zonen uit dat gezin kwamen in het onderwijs terecht, waaronder Pieter Johannes, maar ook de latere politicus Cornelis Herman den Hertog. Hijzelf huwde Johanna Maria Swiebel.
In april 1872 won hij een zilveren rijksmedaille voor zijn studie aan de tekenacademie voor zijn "Groote kop". In oktober 1882 slaagde hij voor het examen middelbaar onderwijs in de categorie boetseren. Drie jaar later haalde hij de onderwijsakte handtekenen. In 1887 was hij docent aan de Haagse Ambachtsschool en ook al aan de Academie voor beeldende kunsten in zijn geboortestad. Hij ontwierp dat jaar een zilveren beeld (voorstellende de industrie), dat diende ter viering van het vijentwintigjarig jubileum van de Utrechtse ijzergieterij en machinefabriek Smulders. In mei 1888 won hij een wedstrijd uitgeschreven door Vereeniging Arti et Industriae te Den Haag. Overigens maakte hij toen deel uit van het bestuur van die vereniging.
Hij was jarenlang verbonden aan de Eerste Gemeentelijke Hogere Burgerschool in Den Haag aan Bleijenburg. In september 1917 ging hij met pensioen. Een van zijn leerlingen was Pieter Biesiot.